# Трубчатая бомба
Трубчатая бомба (или трубочная бомба) — разновидность самодельного взрывного устройства, которое создаётся из трубок, заполненных взрывчатым веществом. При возникновении высокого давления в трубках в момент срабатывания бомбы радиус поражения осколками и ударной волной может быть достаточно крупным, что делает это взрывное устройство очень опасным для жизни человека. В связи с тем, что это взрывное устройство является «кустарным», оно может сработать преждевременно даже при попытке сборки. Применяется различными преступными и террористическими группировками; в ряде стран, включая Россию, хранение подобных устройств запрещено по закону вне зависимости от того, для чего такую взрывчатку собирались применять на самом деле.

## Устройство
Трубчатая бомба представляет собой кусок водопроводной трубы, содержащей внутри взрывчатку и закрытой с обеих сторон своеобразными крышками. В трубу вставлен взрыватель, огнепроводный шнур выходит через небольшое отверстие из трубы или края, где находится крышка. Взрыватель может быть как обычным для самодельных взрывных устройств, так и электрическим (провода соединяют взрывчатку с таймером и батареей). Все компоненты для сборки легко добываются.
В качестве взрывчатки не используется тротил, поскольку он слишком опасен и в принципе не выгоден для составления бомбы такой простой конструкции. Из взрывоопасных веществ в таких бомбах встречаются порох, головки спичек, различные хлораты и прочие легковоспламенимые вещества. Обычного электрического разряда может хватить для воспламенения и срабатывания устройств, вследствие чего сборщик может погибнуть даже на стадии сборки устройства. Для усиления поражающего эффекта могут быть добавлены гвозди, битое стекло, шарики или прочие металлические осколки (как помещены в бомбу, так и прикреплены снаружи трубки).

## Принцип действия
Высокое давление, возникающее внутри бомбы при воспламенении взрывчатки, позволяет разрушить внешнюю оболочку — именно так срабатывает бомба. Возможно применение как пластика, так и обладающего большей пожаростойкостью металла — другая её сторона означает, что разрушительная сила будет намного больше. Так, в трубе с условным проходом 25 мм рабочее давление 7 МПа, а предельное — 55,8 МПа, хотя технология запечатывания трубы может снизить предельное давление.
Разрыв трубки может произойти разным способом в зависимости от того, как быстро возрастает давление и какой материал используется в оболочке. При низкой скорости повышения давления металл будет деформироваться, пока стенки не станут тонкими и не появится отверстие. Произойдёт громкий хлопок, схожий больше с утечкой газа, но поражения осколками в таком случае не будет. Если давление будет возрастать быстро, то металл быстро деформируется и трубка разлетится на осколки во всех направлениях под давлением расширяющихся газов. Трубчатые бомбы считаются очень опасными, поскольку могут преждевременно сработать и убить сборщика или того, кто собирается её установить.
Согласно рекомендациям Министерства внутренней безопасности США, в случае обнаружения бомбы люди должны находиться на расстоянии не менее 21 м от неё, но рекомендуемое безопасное расстояние составляет 366 м. До прибытия сапёров приближаться к бомбе запрещается во избежание жертв и раненых.

## Ошибки при срабатывании
Бомба может не взорваться, если:
- возрастание давления газов недостаточное, и тогда все газы могут уйти через отверстие, куда вставляется огнепроводный шнур;
- если трубка неплотно закрыта, и в таком случае пороховые газы могут по резьбе уйти из трубки из-под крышки;
- если труба полностью изолирована от утечки, однако общее повышение давления оказалось недостаточным.

В последнем случае бомба становится неразорвавшимся снарядом, но всё ещё представляет опасность. При внешнем воздействии возможен разрыв корпуса, и тогда давление пороховых газов может привести и ко взрыву.

## Применение
В большинстве случаев трубчатые бомбы применяются или преступными группировками (в том числе террористами), или различными партизанскими организациями. Так, подобные самодельные гранаты использовались широко в гражданской войне в Испании. В Великобритании Народное ополчение училось собирать трубчатые бомбы и применять их на случай, если немцы оккупируют страну. Позже в самой Великобритании взрывы с применением подобных бомб гремели на территории Северной Ирландии, и большая часть этих бомб собиралась ольстерскими лоялистами (организации «Защитники Красной Руки» и «Оранжевые добровольцы»). Трубчатые бомбы были в распоряжении разных подразделений ИРА, но после подписания перемирия в 1998 году часть этого оружия попала в руки ирландских ОПГ.

### Теракты
- 4 мая 1886 года во время протеста рабочих на площади Хеймаркет в Чикаго неизвестный (предположительно, провокатор со стороны полиции) бросил трубчатую бомбу в толпу[6]. В результате взрыва погиб полицейский Матиас Дж. Деган[6]. Бомбу сделали из газопроводной трубы, наполненной динамитом и закрытой двух сторон деревянными крышками[6].
- 26 сентября 1980 года во время празднования Октоберфеста была взорвана трубчатая бомба, которую заложил неонацист Гундольф Кёлер недалеко от общественного туалета. Погибло 13 человек, среди которых был и Кёлер, который не успел отойти на безопасное расстояние. Было ранено около 200 человек. Полиция не установила, было ли действие Кёлера выполнением приказа
свыше или обычным самоуправством, и не выяснила, кто изготовил бомбу[7].
- 11 октября 1985 года в Калифорнии в результате взрыва подобной бомбы был убит Алекс Одех[англ.], сторонник защиты прав палестинских арабов. В покушении обвинили Лигу защиты евреев, а именно трёх её членов, однако в 1990 году Израиль отказался экстрадировать их[8][9].
- 27 июля 1996 года Эрик Рудольф осуществил взрыв в Олимпийском парке[англ.] в Атланте. Жертвами стали 2 человека, 111 были ранены. Преступника удалось арестовать в 2003 году[10].
- Преступники Эрик Харрис и Дилан Клиболд, которые устроили бойню в школе «Колумбайн» 20 апреля 1999 года, перед нападением испытывали трубчатые бомбы и опубликовали результаты на своём сайте. Они разместили бомбы в школьной столовой, но те не сдетонировали вовремя.
- 11 декабря 2010 года в Швеции смертник подорвал одну из шести бомб недалеко от одного из богатых районов Стокгольма. По счатливой случайности никто из гражданских лиц не погиб[11].
- В октябре 2018 года в США почтой были отправлены ряду политиков либерального толка заминированные посылки. Среди тех, кто должен был принять опасные посылки, были Джордж Сорос (предприниматель), Хиллари Клинтон (бывший госсекретарь, кандидат в Президенты США от Демократической партии), Барак Обама (44-й президент США), Джон Оуэн Бреннан (бывший директор ЦРУ) и Эрик Холдер (бывший генеральный прокурор США)[12][13].